# بروانة

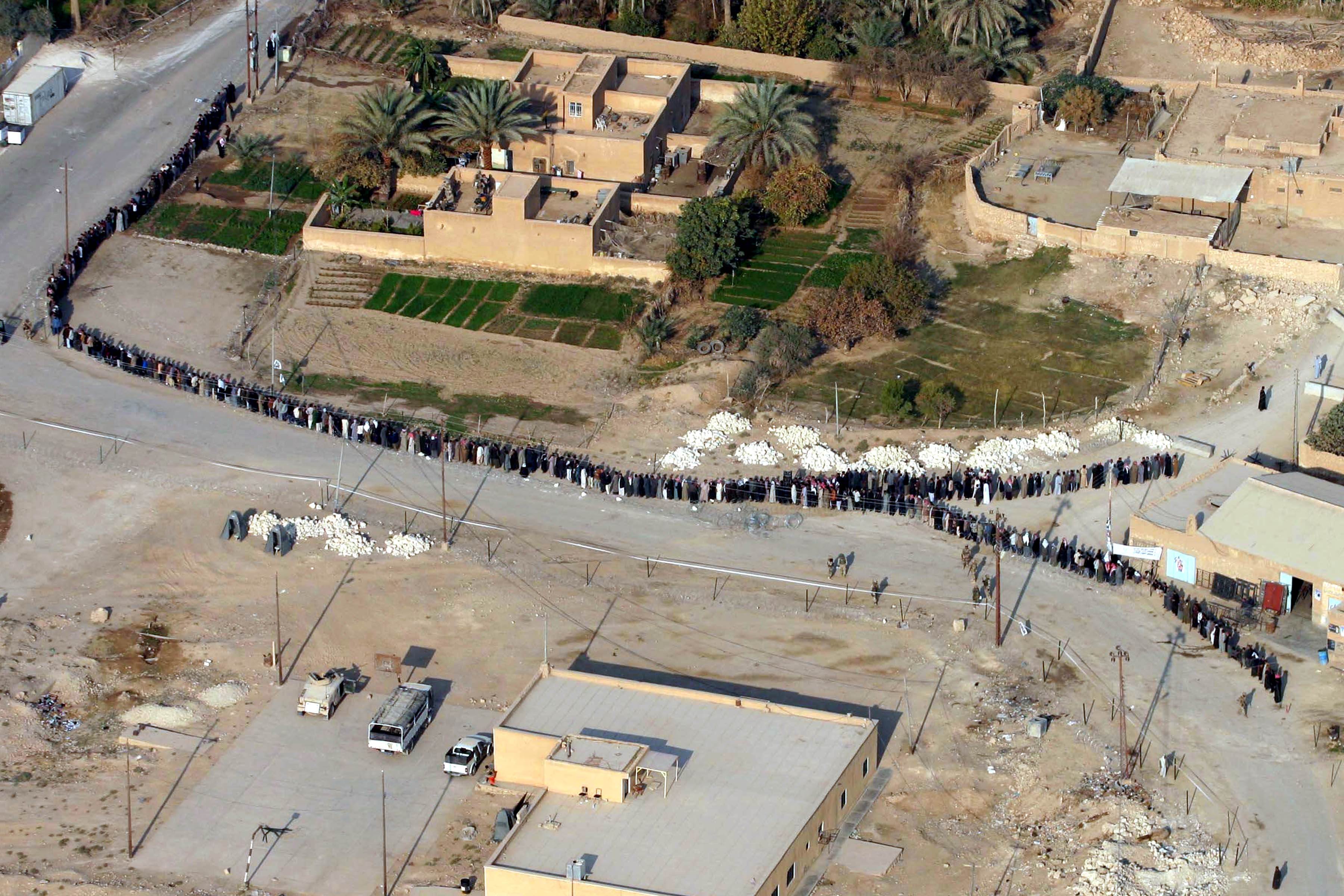
الانتخابات

بروانة مدينة عراقية تقع جنوب مدينة حديثة على الضفة الشرقية لنهر الفرات ويحدها من الغرب مدينة الحقلانية، المساحة الكلية لمدينة بروانه متمثلة بحدودها الإدارية 24850 كم2 اما المساحة لداخل الحدود البلدية للمدينة فهي 6250 كم2، وعدد نفوس المدينة مجموع الكثافة السكانية فيها يقدر بـ (20.000) عشرون الف نسمه اما عدد العوائل حسب البطاقة التموينية تبلغ عددها (3060) اما العوائل المهجرة (1042) عائلة من مختلف المحافظات العراقية، أغلب سكان المدينة من منتسبي الدوائر الحكومية والقسم الآخر يعتمد في معيشته على تربية المواشي وزراعة الأراضي والاستفادة من واردات التمور والحمضيات وكذلك قربها من بحيره سد حديثة مما جعل مورد للرزق عن طريق صيد الاسماك.